# Sportverein 1916 Sandhausen 2009-2010
Questa voce raccoglie le informazioni riguardanti lo Sportverein 1916 Sandhausen nelle competizioni ufficiali della stagione 2009-2010.

## Stagione
Nella stagione 2009-2010 il Sandhausen, allenato da Gerd Dais e Frank Leicht, concluse il campionato di 3. Liga al 14º posto.

## Rosa
| N. |                       | Ruolo | Calciatore           |
| -- | --------------------- | ----- | -------------------- |
| 1  | Germania (bandiera)   | P     | Michael Gurski       |
| 2  | Germania (bandiera)   | D     | Florian Tausendpfund |
| 3  | Germania (bandiera)   | D     | Marcel Throm         |
| 4  | Germania (bandiera)   | D     | Kristjan Glibo       |
| 7  | Germania (bandiera)   | C     | Benjamin Waldecker   |
| 8  | Portogallo (bandiera) | C     | Roberto Pinto        |
| 9  | Austria (bandiera)    | A     | Philipp Hosiner      |
| 10 | Germania (bandiera)   | C     | Daniel Jungwirth     |
| 11 | Germania (bandiera)   | D     | Julian Schauerte     |
| 13 | Germania (bandiera)   | P     | Sven Hoffmeister     |
| 14 | Germania (bandiera)   | C     | Jan Fießer           |
| 16 | Germania (bandiera)   | P     | Julian Böttger       |
| 17 | Germania (bandiera)   | C     | Sebastian Fischer    |

| N. |                      | Ruolo | Calciatore          |
| -- | -------------------- | ----- | ------------------- |
| 18 | Francia (bandiera)   | A     | Régis Dorn          |
| 19 | Germania (bandiera)  | C     | Mario Pokar         |
| 20 | Turchia (bandiera)   | A     | Emre Öztürk         |
| 21 | Serbia (bandiera)    | A     | Sreto Ristić        |
| 23 | Germania (bandiera)  | C     | Alf Mintzel         |
| 24 | Germania (bandiera)  | D     | Denis Bindnagel     |
| 25 | Germania (bandiera)  | D     | Nico Hillenbrand    |
| 26 | Germania (bandiera)  | P     | Thorsten Kirschbaum |
| 27 | Germania (bandiera)  | D     | Sascha Just         |
| 28 | Germania (bandiera)  | D     | Alexander Eberlein  |
| 30 | Argentina (bandiera) | A     | Matias Cenci        |
| 32 | Germania (bandiera)  | C     | Danny Blum          |
| 33 | Turchia (bandiera)   | D     | Necat Aygün         |

## Organigramma societario
Area tecnica
- Allenatore: Frank Leicht
- Allenatore in seconda:
- Preparatore dei portieri: Uwe Nägele
- Preparatori atletici:

## Calciomercato

### Sessione estiva
| Acquisti | Acquisti             | Acquisti                 | Acquisti |
| R.       | Nome                 | da                       | Modalità |
| -------- | -------------------- | ------------------------ | -------- |
| P        | Julian Böttger       | Hoffenheim II            |          |
| A        | Régis Dorn           | Hansa Rostock            |          |
| C        | Sebastian Fischer    | Karlsruhe II             |          |
| D        | Nico Hillenbrand     | Borussia Dortmund II     |          |
| A        | Philipp Hosiner      | Monaco 1860 II           |          |
| C        | Daniel Jungwirth     | Ingolstadt 04            |          |
| P        | Thorsten Kirschbaum  | Vaduz                    |          |
| C        | Christian Kuhn       | Ludwigsburg              |          |
| A        | Julian Lüttmann      | RW Oberhausen            |          |
| C        | Mario Pokar          | Eintracht Francoforte II |          |
| D        | Julian Schauerte     | Bayer Leverkusen II      |          |
| D        | Marcel Schuon        | Osnabrück                |          |
| D        | Florian Tausendpfund | Monaco 1860 II           |          |

| Cessioni | Cessioni         | Cessioni        | Cessioni |
| R.       | Nome             | a               | Modalità |
| -------- | ---------------- | --------------- | -------- |
| D        | Christian Beisel | Heidenheim      |          |
| A        | Danko Boskovic   | Wehen Wiesbaden |          |
| C        | Leandro Grech    | Unterhaching    |          |
| A        | Christian Haas   | Aalen           |          |
| C        | Boris Kolb       | Darmstadt       |          |
| D        | Benjamin Maas    | Hoffenheim II   |          |
| C        | Nicolai Müller   | Greuther Fürth  |          |
| P        | Jörg Staniczek   | Wormatia Worms  |          |

### Sessione invernale
| Acquisti | Acquisti       | Acquisti             | Acquisti |
| R.       | Nome           | da                   | Modalità |
| -------- | -------------- | -------------------- | -------- |
| C        | Danny Blum     | Waldhof Mannheim U19 |          |
| A        | Matias Cenci   | FSV Francoforte      |          |
| D        | Kristjan Glibo | Wehen Wiesbaden      |          |

| Cessioni | Cessioni        | Cessioni           | Cessioni |
| R.       | Nome            | a                  | Modalità |
| -------- | --------------- | ------------------ | -------- |
| C        | Christian Kuhn  | VfL Kirchheim/Teck |          |
| A        | Julian Lüttmann | Rot-Weiß Erfurt    |          |
| D        | Patrick Kirsch  | Wacker Burghausen  |          |

## Risultati

### 3. Liga

#### Girone di andata
| Arbitro: | Schmidt |

|                                               |           |                          |
| Mitterhuber 4’ Schweinsteiger 33’ (rig.), 66’ | Marcatori | 60’, 68’ Dorn 75’ Ristić |

| Arbitro: | Kempter |

|                            |           |                        |
| Schuon 9’ Pinto 90’ (rig.) | Marcatori | 20’ Smeekes 32’ Riemer |

| Arbitro: | Schalk |

|  |           |                                    |
|  | Marcatori | 36’ (rig.) Jungwirth 83’, 84’ Dorn |

| Arbitro: | Osmers |

|                               |           |  |
| Hillenbrand 16’ Dorn 73’, 79’ | Marcatori |  |

| Arbitro: | Aarnink |

|  |           |                     |
|  | Marcatori | 28’ Dorn 66’ Ristić |

| Arbitro: | Valentin |

|                         |           |                 |
| Eberlein 65’ Fießer 82’ | Marcatori | 30’ (rig.) Funk |

| Arbitro: | Cortus |

|                                  |           |           |
| Ziegenbein 37’ (rig.) Öztürk 45’ | Marcatori | 84’ Pinto |

| Arbitro: | Meyer |

|                  |           |            |
| Fischer 81’, 90’ | Marcatori | 24’ Schmid |

| Arbitro: | Willenborg |

|                                                    |           |                          |
| Dorn 13’ Fischer 44’ Pinto 65’ (rig.) Lüttmann 75’ | Marcatori | 20’ Ekici 58’ Hajdarović |

| Arbitro: | Zwayer |

|                              |           |            |
| Ramaj 38’, 42’ Klingbeil 56’ | Marcatori | 28’ Ristić |

| Arbitro: | Wingenbach |

|               |           |                      |
| Schauerte 54’ | Marcatori | 10’ Semmer 76’ Çinaz |

| Arbitro: | Sönder |

|                                   |           |             |
| Siegert 33’ Hansen 58’ Benčík 61’ | Marcatori | 72’ Mintzel |

| Arbitro: | Sippel |

|                         |           |                       |
| Dorn 9’, 31’ Ristić 14’ | Marcatori | 77’ Hille 86’ Boztepe |

| Kiel 24 ottobre 2009, ore 14:00 CEST 14ª giornata | Holstein Kiel | 0 – 0 referto | Sandhausen | Holstein-Stadion (3 915 spett.)\| Arbitro: \| Dankert \| |
| Arbitro:                                          | Dankert       |               |            |                                                          |

| Sandhausen 31 ottobre 2009, ore 14:00 CET 15ª giornata | Sandhausen | 0 – 0 referto | Wacker Burghausen | Hardtwaldstadion (3 900 spett.)\| Arbitro: \| Dittrich \| |
| Arbitro:                                               | Dittrich   |               |                   |                                                           |

| Arbitro: | Steuer |

|                                                                            |           |  |
| Kruppke 20’ Onuegbu 23’, 46’, 73’ Pfitzner 66’ (rig.) Bindnagel 89’ (aut.) | Marcatori |  |

| Arbitro: | Petersen |

|                      |           |                |
| Hosiner 75’ Dorn 78’ | Marcatori | 63’, 77’ Menga |

| Arbitro: | Achmüller |

|                              |           |                            |
| Huber 34’ Ulm 41’ Zinnow 76’ | Marcatori | 15’, 86’ Dorn 52’ Eberlein |

| Arbitro: | Benedum |

|                 |           |                     |
| Pinto 8’ (rig.) | Marcatori | 45’ Pisot 89’ Demir |

#### Girone di ritorno
| Arbitro: | Nowak |

|                                      |           |            |
| Pinto 20’ (rig.) Dorn 47’ Öztürk 89’ | Marcatori | 2’ Zillner |

| Arbitro: | Kunzmann |

|  |           |          |
|  | Marcatori | 44’ Dorn |

| Sandhausen 17 marzo 2010, ore 18:30 CET 22ª giornata | Sandhausen | 0 – 0 referto | Dinamo Dresda | Hardtwaldstadion (3 200 spett.)\| Arbitro: \| Nowak \| |
| Arbitro:                                             | Nowak      |               |               |                                                        |

| Arbitro: | Beitinger |

|           |           |  |
| Mayer 15’ | Marcatori |  |

| Arbitro: | Blos |

|          |           |                                        |
| Dorn 33’ | Marcatori | 31’, 89’ (rig.) Weikl 63’ (aut.) Aygün |

| Arbitro: | Achmüller |

|                                      |           |  |
| Schipplock 23’ Vier 75’ Schieber 84’ | Marcatori |  |

| Arbitro: | Seiwert |

|                     |           |            |
| Dorn 65’ Öztürk 72’ | Marcatori | 47’ Ziemer |

| Arbitro: | Seidel |

|            |           |            |
| Haller 55’ | Marcatori | 90’ Fießer |

| Arbitro: | Glasmacher |

|                 |           |                 |
| Yılmaz 45’, 78’ | Marcatori | 60’, 71’ Ristić |

| Sandhausen 20 marzo 2010, ore 14:00 CET 29ª giornata | Sandhausen | 0 – 0 referto | Erzgebirge Aue | Hardtwaldstadion (1 810 spett.)\| Arbitro: \| Thomsen \| |
| Arbitro:                                             | Thomsen    |               |                |                                                          |

| Arbitro: | Osmers |

|                       |           |  |
| Rockenbach 90’ (rig.) | Marcatori |  |

| Arbitro: | Kunzmann |

|                                  |           |                       |
| Jungwirth 47’ Dorn 73’ Aygün 83’ | Marcatori | 7’ Tauer 16’ Kotuljac |

| Arbitro: | Steinberg |

|                |           |           |
| Hille 26’, 41’ | Marcatori | 50’ Pokar |

| Arbitro: | Kempter |

|          |           |                |
| Dorn 85’ | Marcatori | 48’ Cannizzaro |

| Arbitro: | Blos |

|                                                 |           |                      |
| Cappek 3’ Schmidt 44’, 76’ Holzer 69’ Hertl 90’ | Marcatori | 26’ Dorn 45’ Mintzel |

| Arbitro: | Cortus |

|         |           |             |
| Dorn 4’ | Marcatori | 64’ Kruppke |

| Arbitro: | Sönder |

|                                 |           |  |
| Perthel 69’ Wagner 76’ Ayık 88’ | Marcatori |  |

| Arbitro: | Metzen |

|                     |           |               |
| Jungwirth 4’ (rig.) | Marcatori | 62’ Tosunoğlu |

| Arbitro: | Schmidt |

|              |           |          |
| Hartmann 53’ | Marcatori | 65’ Dorn |

## Statistiche

### Statistiche di squadra
| Competizione | Punti | In casa | In casa | In casa | In casa | In casa | In casa | In trasferta | In trasferta | In trasferta | In trasferta | In trasferta | In trasferta | Totale | Totale | Totale | Totale | Totale | Totale | DR |
| Competizione | Punti | G       | V       | N       | P       | Gf      | Gs      | G            | V            | N            | P            | Gf           | Gs           | G      | V      | N      | P      | Gf     | Gs     | DR |
| ------------ | ----- | ------- | ------- | ------- | ------- | ------- | ------- | ------------ | ------------ | ------------ | ------------ | ------------ | ------------ | ------ | ------ | ------ | ------ | ------ | ------ | -- |
| 3. Liga      | 47    | 19      | 8       | 8       | 3       | 32      | 24      | 19           | 3            | 6            | 10           | 22           | 39           | 38     | 11     | 14     | 13     | 54     | 63     | -9 |
| Totale       | 47    | 19      | 8       | 8       | 3       | 32      | 24      | 19           | 3            | 6            | 10           | 22           | 39           | 38     | 11     | 14     | 13     | 54     | 63     | -9 |

### Andamento in campionato
| Giornata  | 1 | 2  | 3 | 4 | 5 | 6 | 7 | 8 | 9 | 10 | 11 | 12 | 13 | 14 | 15 | 16 | 17 | 18 | 19 | 20 | 21 | 22 | 23 | 24 | 25 | 26 | 27 | 28 | 29 | 30 | 31 | 32 | 33 | 34 | 35 | 36 | 37 | 38 |
| --------- | - | -- | - | - | - | - | - | - | - | -- | -- | -- | -- | -- | -- | -- | -- | -- | -- | -- | -- | -- | -- | -- | -- | -- | -- | -- | -- | -- | -- | -- | -- | -- | -- | -- | -- | -- |
| Luogo     | T | C  | T | C | T | C | T | C | C | T  | C  | T  | C  | T  | C  | T  | C  | T  | C  | C  | T  | C  | T  | C  | T  | C  | T  | T  | C  | T  | C  | T  | C  | T  | C  | T  | C  | T  |
| Risultato | N | N  | V | V | V | V | P | V | V | P  | P  | P  | V  | N  | N  | P  | N  | N  | P  | V  | V  | N  | P  | P  | P  | V  | N  | N  | N  | P  | V  | P  | N  | P  | N  | P  | N  | N  |
| Posizione | 7 | 11 | 7 | 3 | 1 | 1 | 2 | 1 | 1 | 2  | 2  | 6  | 3  | 3  | 4  | 7  | 9  | 9  | 10 | 6  | 5  | 6  | 9  | 9  | 10 | 8  | 10 | 9  | 9  | 11 | 10 | 10 | 11 | 12 | 13 | 15 | 14 | 14 |

Legenda:

Luogo: C = Casa; T = Trasferta. Risultato: V = Vittoria; N = Pareggio; P = Sconfitta.

### Statistiche dei giocatori
| N. Aygün        | 11 | 1  | 5  | 0 |
| D. Bindnagel    | 36 | 0  | 5  | 0 |
| D. Blum         | 8  | 0  | 1  | 0 |
| J. Böttger      | 0  | 0  | 0  | 0 |
| M. Cenci        | 12 | 0  | 0  | 0 |
| R. Dorn         | 34 | 22 | 2  | 2 |
| A. Eberlein     | 29 | 2  | 8  | 0 |
| J. Fießer       | 24 | 2  | 5  | 0 |
| S. Fischer      | 25 | 3  | 2  | 1 |
| K. Glibo        | 8  | 0  | 2  | 0 |
| M. Gurski       | 18 | 0  | 1  | 0 |
| N. Hillenbrand  | 21 | 1  | 3  | 0 |
| S. Hoffmeister  | 0  | 0  | 0  | 0 |
| P. Hosiner      | 20 | 1  | 1  | 0 |
| D. Jungwirth    | 32 | 3  | 6  | 0 |
| S. Just         | 0  | 0  | 0  | 0 |
| P. Kirsch       | 12 | 0  | 6  | 0 |
| T. Kirschbaum   | 20 | 0  | 3  | 0 |
| J. Lüttmann     | 11 | 1  | 0  | 0 |
| A. Mintzel      | 30 | 2  | 10 | 1 |
| R. Pinto        | 29 | 5  | 8  | 0 |
| M. Pokar        | 6  | 1  | 2  | 0 |
| S. Ristić       | 30 | 6  | 3  | 0 |
| J. Schauerte    | 38 | 1  | 3  | 0 |
| M. Schuon       | 13 | 1  | 3  | 0 |
| F. Tausendpfund | 14 | 0  | 4  | 0 |
| M. Throm        | 12 | 0  | 0  | 0 |
| B. Waldecker    | 10 | 0  | 5  | 0 |
| E. Öztürk       | 18 | 2  | 1  | 0 |